# Kittitas (Waszyngton)
Kittitas – miasto w Stanach Zjednoczonych, w stanie Waszyngton, w hrabstwie Kittitas.